# Construcciones Gaitán
Construcciones Gaitán fue un fabricante de automóviles español.

## Historia de la empresa
Esta empresa, con sede en la ciudad de Sevilla fue fundada en 1936 con el objetivo de reparar y alquilar bicicletas y derivados, ampliando su gama de productos con los años con motores de apoyo y vehículos para minusválidos. En 1951 comenzó con la producción de automóviles, una actividad que perduraría hasta 1953. La marca bajo la que se vendieron estos coches fue Gaitán. La actividad de la empresa acabaría por completo en 1996.

## Modelos
La compañía empezó a producir principalmente vehículos para personas con discapacidad. Sus microcoches nunca pasaron de ser prototipos de tres ruedas, ya fuera la rueda independiente delantera o trasera. La tracción siempre estaba confiada a la rueda independiente, movida por un motor de 125 cm³. Se presentaron con carrocerías de aluminio, algo poco común en la época, ya fueran descapotables o de tipo huevo.